# Фауна Гвинеи-Бисау
Гвинея-Бисау — западноафриканская страна с богатым биоразнообразием.

## Фауна

### Млекопитающие
Основная статья: Список млекопитающих Гвинеи-Бисау

#### Хищники
До сих пор ведутся споры о статусе многих видов хищников в Гвинее-Бисау. Отчасти это связано с тем, что большая часть страны остается малоизученной, а также с загадочной природой многих видов хищников. Лев, например, был занесен в список возможно вымерших в Гвинее-Бисау, во время оценки исчезающих видов в Красной Книге МСОП в 2014 году. Однако в 2016 году фотоловушка все же зафиксировала изображение льва в населённом пункте Боэ на юго-востоке страны.
- Лев (Panthera leo)
- Леопард (Panthera pardus)
- Гиеновидная собака (Lycaon pictus)
- Золотая кошка (Caracal aurata)
- Каракал (Caracal caracal)
- Сервал (Leptailurus serval)
- Пятнистая гиена (Crocuta crocuta)
- Степной кот (Felis lybica)

#### Приматы
- Западная шимпанзе (Pan troglodytes verus)

#### Травоядные
- Кистеухая свинья (Potamochoerus porcus)
- Бородавочник (Phacochoerus)

### Птицы
Основная статья: Список птиц Гвинеи-Бисау